# 아만다 위스

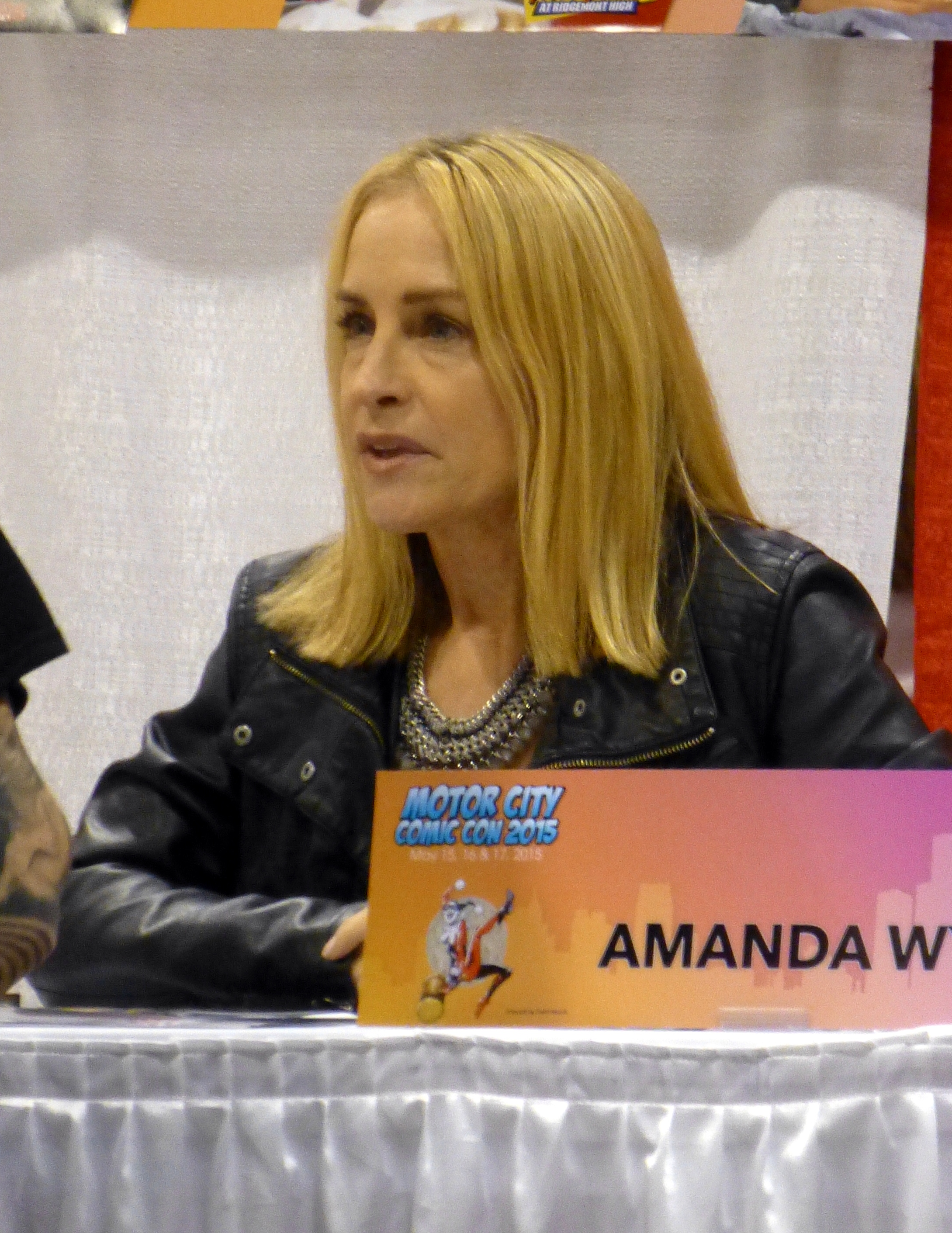
2015년 모습

어맨다 위스(Amanda Wyss, 1960년 11월 24일 ~ )는 미국의 배우이다.
맨해튼비치에서 태어났다.

## 출연 작품

### 영화
- 리치몬드 연애 소동 (1982)
- 나이트메어 (1984)
- 실버라도 (1985)
- 작은 사랑의 기적 (1985)
- 나이트메어 7: 뉴 나이트메어 (1994)
- 프레디 대 제이슨 (2003)
- 퍼펙트 웨딩 (2005)

### 텔레비전
- 치어스 (1985-86)
- 제시카의 추리극장 (1995)
- 참드 (1999)
- 닥터 슬론 (2001)
- CSI: 과학수사대 (2001-11)
- 저징 에이미 (2002)
- 콜드 케이스 (2004)
- 덱스터 (2006)
- 메이저 크라임 (2014)
- 머더 인 더 퍼스트 (2016)
- 올 라이즈 (2019)